# Levana
Levana (z latinského levare, "pozdvihovati") je starověká římská bohyně spojovaná s rituály týkajícími se narození dítěte. Svatý Augustin říká, že dea Levana je vzývána, je-li dítě pozvedáváno de terra, ze země. Její úloha odpovídá řecké Artemis Orthia, jde-li o Artemis bdící nad výchovou dítek nebo tehdy, jsou-li pozvedávány.
Předpokládá se totiž, že Levana byla vzývána během ceremoniálu, kdy otec pozdvihoval dítě, aby jej přijal za vlastní, avšak jeho existence se opírá o nejisté důkazy a mluví proti němu i římské právo vztahující se k legitimitě novorozenců. Je mnohem pravděpodobnější, že Levana byla bohyní dohlížející na zvedání dítek porodní bábou bezprostředně po porodu. Porod v pokleku či dřepu byl ve starověku obvyklou porodní pozicí a novorozenec tedy zřejmě spočinul na zemi dříve, než mu byla přestřihnuta pupeční šňůra.

## Levana v literatuře
Thomas de Quincey napsal krátkou báseň v próze s názvem Levana a Matky žalu, v níž hned zpočátku vypráví o roli Levany v římském náboženství.